# William L. Fiesinger
William Louis Fiesinger (25 de octubre de 1877 – 11 de septiembre de 1953) fue un Representante estadounidense por Ohio.
Nacido en Willard, Ohio, Fiesinger se educó en las escuelas públicas de Norwalk, Ohio. Se graduó por el Departamento de Derecho de la Universidad de Baldwin-Wallace, Berea, Ohio, en 1901. Ese mismo año fue admitido al Colegio de Abogados y empezó sus prácticas en Sandusky, Ohio. Fue procurador de la ciudad de Sandusky de 1903 a 1909; y juez del tribunal de primera instancia del Condado de Erie de 1925 a 1931.
Fiesinger fue elegido como demócrata demócrata en el 72.º, 73.º y 74.º Congresos (4 de marzo de 1931 – 3 de enero de 1937).  No fue reelegido en 1936. Retomó sus prácticas de abogado en Sandusky, Ohio.  Murió en Cleveland, Ohio, el 11 de septiembre de 1953.  Fue enterrado en el cementerio de Oakland.